# Белен (Њу Мексико)
Белен (енгл. Belen) град је у америчкој савезној држави Њу Мексико.

## Демографија
По попису из 2010. године број становника је 7.269, што је 368 (5,3%) становника више него 2000. године.
| Група             | 2000.         | 2010.         |
| Белци             | 1.920 (27,8%) | 2.231 (30,7%) |
| Афроамериканци    | 74 (1,1%)     | 104 (1,4%)    |
| Азијати           | 12 (0,2%)     | 32 (0,4%)     |
| Хиспаноамериканци | 4.735 (68,6%) | 4.745 (65,3%) |
| Укупно            | 6.901         | 7.269         |